# Nine Lives (album d'Aerosmith)
Pour les articles homonymes, voir Nine Lives.
Albums de Aerosmith
Get a Grip
(1993) Just Push Play
(2001)
Singles
1. Falling in Love (Is Hard on the Knees)
Sortie : 11 février 1997
2. Hole in My Soul
Sortie : 5 août 1997
3. Pink
Sortie : 18 novembre 1997
4. Taste of India
Sortie : décembre 1997

Nine Lives est le 12e album studio du groupe de hard rock américain Aerosmith. Il est sorti le 18 mars 1997 sur le label Columbia Records et a été produit par Kevin Shirley et Aerosmith.

## Historique
Après avoir re-signé avec son premier label, la major Columbia Records pour un montant de 30 millions de dollars, le groupe entre en studio à Miami avec le producteur Glen Ballard pour travailler sur son douzième album studio. Premier problème, le batteur Joey Kramer, souffrant de dépression est obligé de se faire soigner et quitte momentanément le groupe. Il sera remplacé dans un premier temps par Steve Ferrone, batteur de Tom Petty and the Heartbreakers.
Deuxième problème, les neuf titres enregistrés avec Ballard ne plaisent pas au label qui les trouve surproduit. Steven Tyler lui-même n'est satisfait du travail de Ballard et de l'absence de Kramer.
On sait aussi que depuis la reformation du groupe en 86, les sessions d'enregistrement sont plutôt houleuses (voir la vidéo The making of Pump en 1990), mais Nine Lives a bien failli être l'album de la séparation définitive d'Aerosmith. Les accusations lancées par le manager Tim Collins (en) (quelque peu amer de se voir remercié après tous les efforts déployés pour remettre le groupe sur les rails) à l'encontre de Steven Tyler, soupçonné d'avoir replongé dans ses vieux démons, ayant bien failli provoquer le départ de ce dernier à la suite d'une lettre recommandée adressée par les autres membres du groupe, le sommant de venir se justifier. Ce qui fera dire au chanteur, qu'après toutes les épreuves subies par le quintette de Boston, 1996 restera une des pires années de toute sa carrière.
Néanmoins, les enregistrements reprendront en septembre 1996 à New York dans les studios Avatar avec Kevin Shirley à la production et le retour de Joey Kramer derrière les fûts, ce dernier ré-enregistrant toutes les parties de batterie de Ferrone. L'album comprendra initialement onze titres, tous écrits avec l'aide d'un auteur-compositeur extérieur au groupe. Parmi eux, Glen Ballard, Desmond Child, Richie Supa, Taylor Rhodes, Mark Hudson, Steve Dudas, Dominic Miller et pour la première fois, Marti Frederiksen. 
L'album ne s'est vendu qu'à 5 millions d'exemplaires soit quatre fois moins que l'album précédent Get a Grip mais a quand même été double disque de platine et numéro 1 des charts américains du Billboard 200 et numéro 4 des charts anglais. En France il se classa à la 5e place des meilleures ventes de disques.
La chanson Pink obtint le Grammy Award de la meilleure prestation vocale rock par un groupe ou un duo lors de la 41e cérémonie de Grammy Awards en 1999.

## Liste des titres
| No  | Titre                                  | Auteur                                     | Durée |
| --- | -------------------------------------- | ------------------------------------------ | ----- |
| 1.  | Nine Lives                             | Steven Tyler, Joe Perry, Marti Frederiksen | 4:01  |
| 2.  | Falling in Love (Is Hard on the Knees) | Tyler, Perry, Glen Ballard                 | 3:25  |
| 3.  | Hole in My Soul                        | Tyler, Perry, Desmond Child                | 6:10  |
| 4.  | Taste of India                         | Tyler, Perry, Ballard                      | 5:53  |
| 5.  | Full Circle                            | Tyler, Taylor Rhodes                       | 5:00  |
| 6.  | Something's Gotta Give                 | Tyler, Perry, Frederiksen                  | 3:36  |
| 7.  | Ain't That a Bitch                     | Tyler, Perry, Desmond Child                | 5:25  |
| 8.  | The Farm                               | Tyler, Perry, Mark Hudson, Steve Dudas     | 4:27  |
| 9.  | Crash                                  | Tyler, Perry, Hudson, Dominic Miller       | 4:25  |
| 10. | Kiss Your Past Good-Bye                | Tyler, Tom Hamilton                        | 4:31  |
| 11. | Pink                                   | Tyler, Glen Ballard, Richie Supa           | 3:55  |
| 12. | Falling off                            | Tyler, Perry, Frederiksen                  | 3:03  |
| 13. | Attitude Adjusment                     | Tyler, Perry, Supa                         | 3:44  |
| 14. | Fallen Angels                          | Tyler, Perry, Supa                         | 8:16  |

La version remastérisée européenne et sud-américaine comprend une quinzième piste, I Don't Want to Miss a Thing (voir article en anglais).

## Composition du groupe pour l'enregistrement
- Steven Tyler : chant, claviers, piano, harmonica, percussions, dulcimer.
- Joe Perry : guitare, guitare slide, dulcimer, chœurs.
- Brad Whitford : guitare, guitare acoustique
- Tom Hamilton : basse, Chapman Stick.
- Joey Kramer : batterie, percussions.

Musiciens additionnels
- John Webster (en) : claviers.
- Ramesh Mishra : sarangi.

## Singles
Falling in Love (Is Hard on the Knees)
| Date | Titre                                  | chart                   | Classement |
| ---- | -------------------------------------- | ----------------------- | ---------- |
| 1997 | Falling in Love (Is Hard on the Knees) | Rock Tracks             | 1er        |
| 1997 | Falling in Love (Is Hard on the Knees) | Hot 100                 | 35e        |
| 1997 | Falling in Love (Is Hard on the Knees) | Single Top 100          | 40e        |
| 1997 | Falling in Love (Is Hard on the Knees) | ARIA Charts             | 46e        |
| 1997 | Falling in Love (Is Hard on the Knees) | Ö3 Austria Top 40       | e          |
| 1997 | Falling in Love (Is Hard on the Knees) | RPM Top Singles         | 2e         |
| 1997 | Falling in Love (Is Hard on the Knees) | Suomen virallinen lista | 7e         |
| 1997 | Falling in Love (Is Hard on the Knees) | Mega Top 50             | 76e        |
| 1997 | Falling in Love (Is Hard on the Knees) | Sverigetopplistan       | 23e        |
| 1997 | Falling in Love (Is Hard on the Knees) | UK Singles Chart        | 6e         |
| 1997 | Falling in Love (Is Hard on the Knees) | Schweizer Hitparade     | 22e        |

Nine Lives
| Date | Titre      | chart       | Classement |
| ---- | ---------- | ----------- | ---------- |
| 1997 | Nine Lives | Rock Tracks | 37e        |

Hole in My soul
| Date | Titre           | chart            | Classement |
| ---- | --------------- | ---------------- | ---------- |
| 1997 | Hole in My Soul | Rock Tracks      | 4e         |
| 1997 | Hole in My Soul | Hot 100          | 51e        |
| 1997 | Hole in My Soul | Single Top 100   | 75e        |
| 1997 | Hole in My Soul | RPM Top Singles  | 10e        |
| 1997 | Hole in My Soul | UK Singles Chart | 29e        |

Pink
| Date | Titre | chart            | Classement |
| ---- | ----- | ---------------- | ---------- |
| 1997 | Pink  | Rock Tracks      | 1er        |
| 1997 | Pink  | Hot 100          | 27e        |
| 1997 | Pink  | Single Top 100   | 81e        |
| 1997 | Pink  | RPM Top Singles  | 42e        |
| 1997 | Pink  | Mega Top 50      | 58e        |
| 1997 | Pink  | UK Singles Chart | 38e        |
| 1999 | Pink  | UK Singles Chart | 13e        |

Taste of India
| Date | Titre          | chart           | Classement |
| ---- | -------------- | --------------- | ---------- |
| 1997 | Taste of India | Rock Tracks     | 3e         |
| 1998 | Taste of India | RPM Top Singles | 40e        |

## Charts et certifications
| Pays                         | Durée du classement | Meilleur classement |
| ---------------------------- | ------------------- | ------------------- |
| Allemagne                    | 30 semaines         | 3e                  |
| Australie                    | 5 semaines          | 13e                 |
| Autriche                     | 16 semaines         | 2e                  |
| Belgique (W)                 | 20 semaines         | 5e                  |
| Belgique (V)                 | 9 semaines          | 11e                 |
| Canada                       | 33 semaines         | 2e                  |
| États-Unis                   | 77 semaines         | 1er                 |
| Finlande                     | 16 semaines         | 1er                 |
| France                       | 12 semaines         | 5e                  |
| Italie                       | -                   | 13e                 |
| Norvège                      | 8 semaines          | 6e                  |
| Nouvelle-Zélande             | 6 semaines          | 14e                 |
| Pays-Bas                     | 16 semaines         | 17e                 |
| Royaume-Uni                  | 18 semaines         | 4e                  |
| Royaume-Uni (Rock and Metal) | -                   | 1er                 |
| Suède                        | 12 semaines         | 3e                  |
| Suisse                       | 18 semaines         | 3e                  |

| Pays        | Certification | Ventes      | Date       |
| ----------- | ------------- | ----------- | ---------- |
| Allemagne   | Or            | 250 000 +   | 1997       |
| Autriche    | Or            | 25 000 +    | 12/05/1997 |
| Canada      | 3 × Platine   | 300 000 +   | 30/10/1998 |
| États-Unis  | 2 × Platine   | 2 000 000 + | 08/06/1998 |
| Finlande    | Or            | 27 903 +    | 1997       |
| Royaume-Uni | Or            | 100 000 +   | 22/07/2013 |
| Suisse      | Platine       | 50 000 +    | 1997       |